# Atypus suiningensis
Atypus suiningensis är en spindelart som beskrevs av Zhang 1985. Atypus suiningensis ingår i släktet Atypus och familjen pungnätsspindlar. Inga underarter finns listade.